# 達托 (阿肯色州)
達托（英語：Datto）是一個位於美國阿肯色州克萊縣的市鎮。

## 地理
達托的座標為36°23′32″N 90°43′36″W / 36.39222°N 90.72667°W，而該地的平均海拔高度為88米（即289英尺）。

## 人口
根據2020年美國人口普查的數據，達托的面積為1.61平方千米，當中陸地面積為1.61平方千米，而水域面積為0.00平方千米。當地共有人口65人，而人口密度為每平方千米40人。